# Казанова-Ельво
Казанова-Ельво (італ. Casanova Elvo, п'єм. Casanòva) — муніципалітет в Італії, у регіоні П'ємонт, провінція Верчеллі.
Казанова-Ельво розташована на відстані близько 520 км на північний захід від Рима, 60 км на північний схід від Турина, 13 км на північний захід від Верчеллі.
Населення — 249 осіб (2014).
Щорічний фестиваль відбувається 11 листопада. Покровитель — святий Мартин.

## Демографія
Населення за роками:

Станом на 1 січня 2023 року в муніципалітеті офіційно проживали 3 іноземці з 3 країн, серед них 1 громадянин країн Євросоюзу.

## Сусідні муніципалітети
- Коллоб'яно
- Формільяна
- Ольчененго
- Сан-Джермано-Верчеллезе
- Сантія
- Вілларбоїт